# NGC 4869
NGC 4869 este o radiogalaxie situată în constelația Părul Berenicei. A fost descoperită în 11 aprilie 1785 de către William Herschel. Se află la o distanță de 94,62 de megaparseci de Pământ.